# غلامرضا حسنی
غلامرضا حسنی (زاده ۱۲ مرداد ۱۲۹۸ یا مطابق شناسنامه رسمی ۲۹ تیر ۱۳۰۶ در ارومیه - درگذشتهٔ ۳۱ اردیبهشت ۱۳۹۷ در ارومیه) تا ۲۴ دی ۱۳۹۲ نماینده ولی فقیه در استان آذربایجان غربی، و امام جمعه شهر ارومیه بود. حسنی در جریانِ انقلاب ۱۳۵۷ به ملاحسنی شهرت داشت. او در سرکوب کُردها و شرکت در قتل‌عام مردم روستای قارنا در نقده نقش داشت. همچنین در اوایل انقلاب با همکاری ملاحسنی، یکی از فرزندان خودش، اعدام شد.

## فعالیت‌ها

### پیش از انقلاب
غلامرضا حسنی پیش از انقلاب، سر دفتری ازدواج و کشاورزی را داشت. او از مخالفان دودمان پهلوی بود و به گفتهٔ خود از ۱۸ سالگی تا امروز «قبل و بعد از انقلاب» همیشه اسلحه گرم به همراه داشته و به مبارزه مسلحانه با نظام پهلوی پرداخته است. او در ماه‌های انتهایی حکومت پهلوی هم، از عوامل مؤثر در بسیج مردم علیه حکومت بود. «جمشید حق‌گو»، نخستین استاندار آذربایجان غربی، نقل می‌کند که حسنی «یک‌روز در بالای منبر به‌طور غافل‌گیرانه یک کلاشنیکف از زیر عبای خود درمی‌آورد و می‌گوید: مردم این یک تفنگ است نوک مگسک قلب شاه! مردم با دیدن این صحنه به هیجان در می‌آیند و از آن تاریخ، مردم ارومیه به سرعت مسلح می‌شوند.»

### پس از انقلاب
حسنی، پس از انقلاب ریاست کمیته‌های انقلاب در آذربایجان غربی را برعهده گرفت و در عملیات مقابله با گروه‌های مسلح کرد، با لباس نظامی و به‌طور مسلح شرکت می‌کرد. حسنی از معدود افرادی بود که با سلاح به دیدار سید روح‌الله خمینی رفت.
او، در اوایل انقلاب، محل اقامت پسر خود، رشید حسنی که از اعضای سازمان چریک‌های فدایی خلق ایران بود را به کمیته انقلاب اسلامی اطلاع داد. رشید حسنی پس از محاکمه، اعدام شد.
غلامرضا حسنی بزرگ آباد با ۷۷/۹ درصد آرا، نمایندهٔ دوره نخست مجلس شورای اسلامی بوده است.
در اسفند سال ۱۳۸۸، مدیرکل سازمان میراث فرهنگی آذربایجان غربی به خبرگزاری ایلنا گفت که برای «ثبت معنوی» نام غلامرضا حسنی در فهرست «آثار معنوی» از سازمان میراث فرهنگی، صنایع دستی و گردشگری تقاضا کرده است و امیدوار است تا پایان سال ۸۸ نام حسنی، به‌عنوان یکی از میراث فرهنگی ایران، به ثبت برسد.
در ۱۴ فروردین ۱۳۹۰ و در جلسه اعضای هیئت دولت ایران، حسنی «نشان درجه یک شجاعت» را از محمود احمدی‌نژاد دریافت کرد. به گفتهٔ خبرگزاری فارس، این نشان به‌خاطر سوابق مبارزاتی حسنی پیش از انقلاب ۵۷، مبارزه با مخالفان کُرد در سال‌های نخست پس از پیروزی انقلاب، و حضور در جنگ ایران و عراق به او داده شده است.
غلامرضا حسنی از منتقدان شدید ریاست جمهوری سید محمد خاتمی و از حامیان محمود احمدی‌نژاد بود. وی از دولت سید محمد خاتمی به «دولت افسادات» نام برده و دولت ریاست جمهوری محمود احمدی‌نژاد را «دولت عدالت» به سبک امام زمان می‌دانست.
او در سال ۱۳۹۲، به علت کهولت سن و بیماری، از امامت جمعه و نمایندگی ولی فقیه در آذربایجان غربی، کنار گذاشته شد.
غلامرضا حسنی علاوه بر سمت‌های رسمی خود در استان آذربایجان غربی، به کشاورزی نیز، می‌پرداخت.

## تندیس و یادبودها
خیابان «آیت‌الله حسنی» در غرب ارومیه، به یادبود وی نام‌گذاری شده است، هم‌چنین تندیسی از وی در آن محل قرار گرفته است.

تندیس او در روز ۱۲ بهمن سال ۱۳۹۹ مصادف با آغاز دهه فجر، طی مراسمی در شهر نقده به همراه ائمه جمعه شیعه و اهل سنت، نماینده نقده، عبدالحق حسنی، مسئولین دیگر و مردم شهر، از مجسمه وی رو نمایی شد.

## مرگ
غلامرضا حسنی در تاریخ ۳۱ اردیبهشت ۱۳۹۷، در ۹۱ سالگی در اثر عفونت کلیه، در ارومیه درگذشت.

## کشتار در روستای قارنا
در شهریور سال ۱۳۵۸ شهر نقده صحنه درگیری‌های مسلحانه شد. روستای قارنا در ۷ کیلومتر شهر نقده، مورد حملهٔ عوامل جمهوری اسلامی که یکی از فرمانده‌هان غلامرضا حسنی (معروف به ملا حسنی) بود قرار گرفت. در این حمله، ۶۸ نفر از اهالی این روستا قتل‌عام شدند.
همچنین بنا به گفتهٔ تقی رحمانی در اوایل انقلاب، ملاحسنی با بهانه ضدانقلاب بودن کُردها، باغ‌های سیب اطراف ارومیه که متعلق به کُردها بود مصادره کرد.

## نقش آفرینی در بازداشت و اعدام اعضای خانواده
یکی از فرزندان ملاحسنی به نام «رشید حسنی» که عضو سازمان چریک‌های فدایی خلق ایران بود با همکاری ملاحسنی بازداشت و به اعدام محکوم شد. ملاحسنی در خاطراتش می‌گوید که از محل سکونت رشید حسنی در تهران مطلع بوده و با گزارش وی، چند نفر از کمیته انقلاب به محل سکونت رشید رفتند و او را بازداشت و به تبریز بردند. در تبریز نیز قاضی دادگاه، رشید حسنی را محکوم به اعدام کرد و بلافاصله حکم اجرا شد. ملاحسنی در خاطراتش در این باره نوشته: وقتی خبر اعدام رشید را شنیدم، چون به وظیفه خود عمل کرده بودم، هیچ ناراحت نشدم.